# دولوکستین
دولوکستین (duloxetine) دارویی است که برای درمان اختلال افسردگی اساسی (ماژور) و اختلال اضطراب عمومی (جنرالیزه)، در درمان فیبرومیالژیا (یک اختلال درد مزمن)، یا درد عضلانی مزمن یا درد مفاصل (مانند کمر درد و درد ناشی از استئوآرتریت)، و برای درمان درد ناشی از آسیب عصبی در افراد مبتلا به دیابت، (نوروپاتی دیابتی) استفاده می‌شود. این دارو همچنین برای کاهش خشم و پرخاشگری نیز به کار می‌رود که در اوایل دو روز، خشم را تشدید می‌کند.
توضیحات دارو
نام ژنریک: دولوکستین (DULOXETINE)
نام تجاری: سیمبالتا (Cymbalta)
کلاس درمانی: ضد افسردگی،ضد اضطراب،درمان دردهای عصبی
کلاس دارویی: سروتونین / نوراپی نفرین، بازجذب بازدارنده(NSRI)
اشکال دارویی: کپسول

## موارد مصرف دولوکستین
اختلال افسردگی ماژور (MDD)
اختلال اضطراب فراگیر (GAD)
فیبرومیالژیا
اختلال پانیک
کاهش خشم ناگهانی
درد عضلانی مزمن یا درد مفاصل (کمردرد یا درد ناشی از استئوآرتریت)
نوروپاتی دیابتی
بی اختیاری ادرار استرسی

## موارد منع مصرف
افزایش حساسیت، گلوکوم زاویه باریک کنترل نشده، مصرف همزمان یا ترکیبات مهارکننده مونو آمین اکسیداز (MAOI)، مصرف همزمان با داروهای فعال کننده سیستم عصبی مرکزی (CNS)، دولوکستین و تیوریدازین نباید همزمان با هم مصرف شوند،مصرف همزمان با تریپتان و سایر داروهای فعال در مسیر سروتونین ممکن است منجر به افزایش خطر ابتلا به سندروم سروتونین شود.

## مصرف در دوران بارداری و شیردهی
FDA رده‌بندی بارداری گروه C
مشخص نیست که آیا این دارو به جنین شما آسیب برساند اما اگر باردار هستید یا قصد بچه دار شدن را دارید حتماً در استفاده از این دارو با پزشک خود مشورت نمایید.
دولوکستین می‌تواند به شیر مادر منتقل شود و ممکن است به کودک شیرخوار آسیب برساند و شما هرگز نباید در دوران شیردهی از این دارو استفاده نمایید.

## عوارض جانبی شایع
شامل خشکی دهان، حالت تهوع، احساس خستگی، سرگیجه، اضطراب، مشکلات جنسی، بی‌خوابی، ریزش موی شدید و افزایش عرق کردن است. عوارض جانبی شدید شامل افزایش خطر خودکشی، سندرم سروتونین، شیدایی و مشکلات کبدی است. در صورت متوقف شدن ممکن است سندرم ترک ضد افسردگی رخ دهد.
تداخلات دارویی:
با دکتر خود قبل از مصرف هر گونه دارو برای درد، ورم مفاصل، تب، یا تورم مشورت نمایید
این داروها شامل آسپیرین، ایبوپروفن، ناپروکسن، سلکوکسیب، دیکلوفناک، ایندومتاسین، پیروکسیکام، nabumetone، etodolac، و غیره است.
در مورد تمام داروهای خود با پزشک خود مشورت کنید.

## بسیاری از داروها می‌تواند با دولوکستین تداخل ایجاد می‌کنند، به ویژه
داروهای مونوامین اکسیداز همانند سلژلین ورقیق‌کننده خون مانند وارفارین، کومادین؛
بوسپیرون.
سایمتیدین.
ادرارآور ،
فنتانیل.
لیتیوم.
مخمر سنت جان.
ترامادول.
تریپتوفان (گاهی اوقات L- تریپتوفان نامیده می‌شود)؛
یک آنتی‌بیوتیک مانند سیپروفلوکساسین.
almotriptan، frovatriptan، سوماتریپتان، ناراتریپتان، ریزاتریپتان rizatriptan، یا zolmitriptan.
هر گونه داروی ضد افسردگی دیگر مانند دزیپرامین، فلوکستین، فلووکسامین، پاروکستین، و غیره.